# علی دریابیگی
علی دریابیگی (زاده ۱۲۸۲ – درگذشته ۱ فروردین ۱۳۷۰) کارگردان فیلم و تئاتر اهل ایران بود. فیلم‌های طوفان زندگی و شکار خانگی ساخته‌های او در سینمای قبل از انقلاب ایران بودند. فیلم طوفان زندگی او به همراه فیلم زندانی امیر ساخته اسماعیل کوشان جزء اولین فیلم‌های ساخته‌شده در سینمای ایران بعد از دوره فترت بین سال‌های ۱۳۱۶–۱۳۲۷ ناشی از جنگ جهانی دوم بودند؛ چرا که طی یک دهه به واسطهٔ جنگ جهانی دوم و پیامدهای اشغال ایران، فیلمی ساخته نشد. او به جز این دو فیلم، فیلم دیگری نساخته‌است. فیلم طوفان زندگی او در تاریخ ۷ اردی‌بهشت ۱۳۲۷ در سینما رکس تهران به نمایش درآمد و با فروش ۸۰۰٬۰۰۰ ریال پرفروش‌ترین فیلم سال ایران شد.
گرچه دختر لر اولین فیلم ناطق به زبان فارسی است، اما این فیلم با عوامل ایرانی در خارج از کشور ساخته شد. نخستین فیلم ناطق ایرانی که در داخل کشور ساخته شد، فیلم طوفان زندگی به کارگردانی علی دریابیگی است.
علی دریابیگی پسر میرابوطالب دریابیگی و طلعت‌السلطنه مُعزی بود. پدربزرگ مادری او بهرام میرزا معزالدوله از شاهزادگان قاجار بوده است.

## فعالیت‌های هنری
او بازی در تئاتر را به‌صورت تجربی آغاز کرد و سپس به آلمان رفت و در «مدرسهٔ آرتیستی تئاتر آلمان» و «مدرسهٔ رایمان برلین» در رشته بازیگری آموزش دید و در سال ۱۹۳۴ از هر دو گواهینامه پایان دوره بازیگری دریافت کرد. وی سپس به وین می‌رود و مدتی در آنجا زندگی می‌کند. رضاشاه که در ۱۳۱۳ از سفر ترکیه بازگشته بود، اندیشهٔ ساخت اپرا را در سر داشت. کلاس‌های تئاتر شهرداری به سرپرستی علی دریابیگی که تازه از آلمان برگشته، در محل ساختمان ناتمام اپرا تشکیل می‌شود، دریابیگی آموزش تئاتر، و مادام ساتو پری آقابابوف رقص و باله را به‌عهده داشتند. او هنرستان هنرپیشگی را در خیابان فردوسی بنیان نهاد که در آن ابوالحسن صبا موسیقی و نُت، مادام کرنلی ورزش‌های پلاستیک، آقای صفوی آکروبات و ورزش و خود دریابیگی بازیگری درس می‌داد. چند ماه بعد از افتتاح کلاس تئاتر، دریابیگی و شاگردانش نمایش «یحیی نبی» را در محل اپرا روی صحنه می آورند. از دیگر نمایش‌هایی که توسط گروه دریابیگی به روی صحنه رفت سالومه نوشته اسکار وایلد و جشن پانزده‌سالگی اثر آنتون چخوف بود. سید علی نصر طی نامه‌ای به تاریخ ۱۸ بهمن ۱۳۱۷ وی را به عضویت کمیسیون نمایش سازمان پرورش افکار انتخاب می‌کند و چند ماه بعد در ۴ فروردین ۱۳۱۸ به سمت استاد رشتهٔ نمایش منصوب می شود. وزرات کار و تبلیغات طی مجوزی در ۲۱ بهمن ۱۳۲۵ به او اجازهٔ دایر کردن کلاس‌های تئاتر جهت تربیت هنرپیشه را اعطا می‌کند. وی در سال ۱۳۴۴ ریاست ادارهٔ فرهنگ و هنر استان گیلان را عهده‌دار شد. علاوه بر اینها وی مدتی مدیر شیر و خورشید سرخ گیلان (هلا احمر فعلی)، رئیس هیئت مشورتی روزنامهٔ اطلاعات بندر انزلی و عضو کمیسیون نمایش و تئاتر هم بود. زمین هلال احمر انزلی از اهداهای او به شهر انزلی بود و علاوه بر آن، مدرسهٔ دریابیگی (پروین اعتصامی) این شهر را نیز او ساخت.
در سال ۱۳۲۵ با تأسیس جامعه باربد که به همت اسماعیل مهرتاش کار خود را شروع کرد، اکثر هنرمندان تئاتر و موسیقی تا سال ۱۳۵۷ به کار و فعالیت در آن مشغول بودند. دریابیگی نیز فعالانه در برنامه‌های جامعهٔ باربد شرکت داشت.

## آثار

### تئاتر
- اسکندر و دارا
- میشل استروگف (با بازی هوشنگ سارنگ)[۸]
- امیر الجزیره
- فاجعهٔ رمضان
- سالومه
- ستاره و فروغ
- جشن پانزده‌سالگی

### سینما
- طوفان زندگی
- شکار خانگی[۱]